# 鶏西駅
鶏西駅（けいせいえき）とは、中華人民共和国黒竜江省鶏西市鶏冠区に位置する林密線、恒山線の駅。

## 歴史
- 1936年　開業。

## 隣の駅
中華人民共和国鉄道部
林密線
西鶏西駅 - 鶏西駅 - 鶏東駅
恒山線
鶏西駅 - 恒山駅
城鶏線
西鶏西駅 - 鶏西駅